# Erwin Moser
Pour les articles homonymes, voir Moser.
Erwin Moser, né le 23 janvier 1954 à Vienne et mort le 12 octobre 2017 à Gols, est un auteur et illustrateur autrichien de livres pour enfants. 

## Biographie
Né à Vienne le 23 janvier 1954, Erwin Moser grandit à Gols dans le Burgenland où ses parents cultivent la vigne. De retour à Vienne pour y recevoir une formation de typographe, c’est en 1975 qu’il commence sa carrière d’auteur en écrivant des livres pour enfants dont il est lui-même l’illustrateur. Il est l’auteur de plus d’une centaine de titres en langue allemande. Une partie de son œuvre a été traduite en français, dont notamment les histoires de Manuel et Didi, deux souris, amis inséparables, qui vivent des aventures diverses dans des cadres champêtres.

## Œuvre
Titres publiés en français :
- Le ragondin ne dormait pas (1983)  (ISBN 2-07-039099-3)
- Petite Trompe (1985)  (ISBN 2-227-70693-7) (BNF 34866897)
- La Maison dans l’arbre (1986)  (ISBN 2-227-71255-4)
- La Lune derrière les granges (1986)  (ISBN 2-211-02722-9)
- Les Trois Petites Chouettes, et sept autres histoires (1987)  (ISBN 2-211-01657-X)
- Les Histoires de mon grand-père (1988)  (ISBN 2-211-01916-1)
- La Grenouille solitaire, et cinq autres histoires (1988)  (ISBN 2-211-03105-6)
- Manuel et Didi : Le Chapeau volant (1988)  (ISBN 2-211-02014-3)
- Manuel et Didi : L’Homme des neiges (1988)  (ISBN 2-211-01940-4)
- Manuel et Didi : Le Grand Champignon (1989)  (ISBN 2-211-02910-8)
- Manuel et Didi : L’Arbre-cabane (1989)  (ISBN 2-211-03007-6)
- Le Corbeau dans la neige (1989) (premier tome des Belles Histoires du marchand de sable)   (ISBN 2211013163)
- Un drôle d’invité (Les Belles Histoires du marchand de sable, t. 2) (1990)  (ISBN 2-211-02733-4)
- Le Sultan Moustacha (Les Belles Histoires du marchand de sable, t. 3) (1991)  (ISBN 2-211-06314-4)
- Eddy Cassenoisette (1991)  (ISBN 2-07-031269-0)
- Gaspard le loir (1992)  (ISBN 2-211-04930-3)
- Petites histoires de Petit Ours (1996)  (ISBN 2-08-162993-3)
- Histoires de la souris, de la grenouille et du cochon (1996)  (ISBN 2-08-162984-4)

## Distinctions
- 1987 : Prix Owl pour Le Corbeau dans la neige
- 1992 : Rattenfänger-Literaturpreis pour Der Rabe Alfons